# Langenrehm
Langenrehm ist ein Ortsteil des Gemeindeteils Emsen und liegt im niedersächsischen Landkreis Harburg in der Gemeinde Rosengarten. Er ist „das höchstgelegene Dorf der norddeutschen Tiefebene“ und hat etwa 300 Einwohner.

## Geographische Lage
Langenrehm liegt in den Südausläufern der Harburger Berge. Der östlich vom Ortskern gelegene Gannaberg ist mit etwa 155 m Höhe neben dem gleich hohen Hülsenberg, der sich etwas weiter nördlich von diesem befindet, die höchste Erhebung dieser zum Naturraum Schwarze Berge gehörenden Landschaft.
Die Ortschaft liegt idyllisch in hügeligem Wald- und Wiesenland, das mit Ausnahme der Ortschaft im regionalen Raumordnungsprogramm des Landkreises Harburg als Landschaftsschutzgebiet Rosengarten–Kiekeberg–Stuvenwald (CDDA-Nr. 323951; 1965 ausgewiesen; 58,68 km² groß) ausgewiesen ist. Aufgrund der besonders von Buchenwäldern bewachsenen, hügeligen Landschaft ist der Bereich rund um das ehemalige Forstamt Rosengarten, westlich des Ortes, vom Land Niedersachsen bei der Europäischen Union als FFH-Gebiet Buchenwälder in Rosengarten (FFH-Nr. 2525-302; 2,57 km²) gemeldet.
Räumlich ist Langenrehm durch ein besonders geschütztes Biotop (§28a/b NNatG) in zwei Wohnkomplexe geteilt: Der nordwestlich liegende, ältere Teil wird im Sprachgebrauch mit Langenrehm Dorf und der südöstlich liegende, jüngere Teil mit Langenrehm Siedlung bezeichnet; der zuletzt genannte Teil liegt teilweise in einem Wasserschutzgebiet.
Wichtigste Verkehrsverbindung stellt die Kreisstraße 26 (Langenrehmer Dorfstraße) dar, die Langenrehm mit den Ortschaften Sieversen in nördlicher und Emsen in südlicher Richtung verbindet. An dieser liegen die Bushaltestellen Langenrehm, Kabenweg (Dorf) und Langenrehm, Am Hamboken (Siedlung), die im Tarifbereich „Großbereich Hamburg“ des HVVs liegen.

## Geschichte
In alten Karten wird die Ortsbezeichnung häufig noch als Langenrahm angegeben. Der erste Teil des Namens stammt dabei ziemlich sicher vom „Langen Berg“, auf dessen Kamm das Dorf liegt. Der zweite Teil stammt von dem Begriff „Rähm“ und ist wie bei vielen mundartlichen Schreibweisen eingehochdeutscht. Das Rähm ist der obere waagerechte Abschluss der Fachwerkwand bzw. der Holzrahmenkonstruktion.

## Kultur und Sehenswürdigkeiten

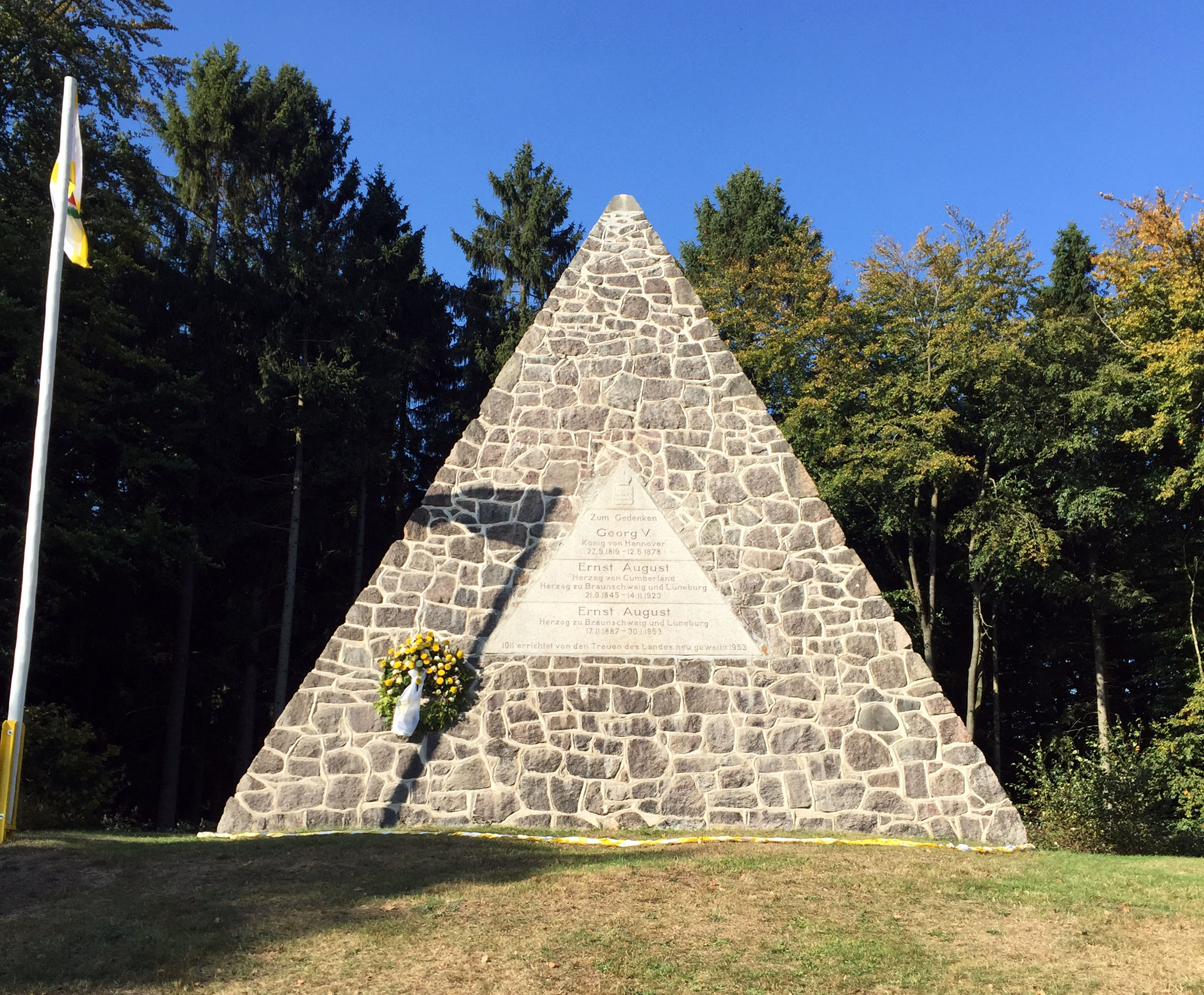
Fürstendenkmal Langenrehm

Langenrehm ist eine suburban geprägte Ortschaft, die das Erscheinungsbild eines ländlichen Dorfes hat. Es liegt in der Metropolregion Hamburg und ist aufgrund der fehlenden Einkaufsmöglichkeiten auf die umliegenden Versorgungsmöglichkeiten angewiesen.
Nahegelegene Versorgungszentren:
- Unterzentrum:
  - Nenndorf
- Mittelzentren:
  - Buchholz in der Nordheide
  - Hittfeld
- Oberzentrum:
  - Hamburg-Harburg

Der Supermarkt im wenige Kilometer entfernt liegenden Vahrendorf stellt eine weitere Einkaufsmöglichkeit dar, ist aber im regionalen Raumordnungsprogramm nicht als Unterzentrum deklariert und wird hier somit gesondert aufgeführt.

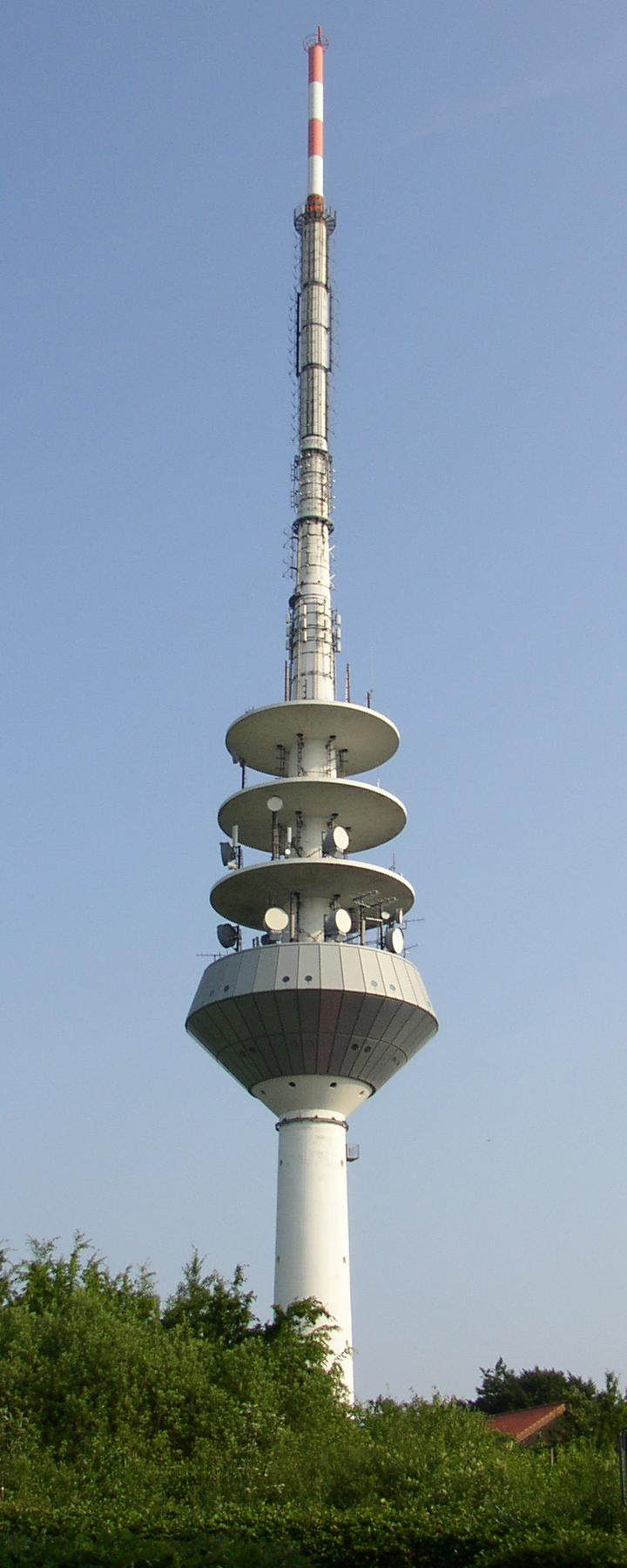
Fernmeldeturm Rosengarten

Nördlich der Siedlung befindet sich der höchstgelegene Hochbehälter des Wasserbeschaffungsamtes Harburg. Ein hervorstechendes Merkmal ist der auf dem Gannaberg stehende Fernmeldeturm Rosengarten, der von Deutsche Funkturm betrieben wird, das höchste Gebäude der Gemeinde Rosengarten darstellt und von der Hamburger Köhlbrandbrücke aus zu erkennen ist.
Eine weitere Sehenswürdigkeit ist das nordnordwestlich der Kreisstraße 26 in Richtung Sieversen gelegene Fürstendenkmal Langenrehm, ein 1911 aus 120 Fuhren Granitsteinen errichteter Tetraeder. Seine Inschrift erinnert an Hannoversche Könige und Herzöge: Georg V., König von Hannover, Ernst August, Herzog von Cumberland und Herzog zu Braunschweig und Lüneburg, sowie Ernst August, Herzog zu Braunschweig und Lüneburg.
In der Museumsstellmacherei Langenrehm lernen Museumsbesucher das traditionelle Stellmacherhandwerk kennen. Das Gebäude-Ensemble, bestehend aus Werkstatt, Wohnhaus und Sägewerk gehörte der Stellmacherefamilie Peters. Die Werkstatt ist im Zustand von 1930 erhalten, alle Maschinen sind noch vollständig funktionsfähig. Die Ausstellung im Wohnhaus zeigt das Familienleben auf dem Stellmacherhof um 1930.   An den Öffnungstagen führt der Stellmacher sein Handwerk vor.
Zwischen Langenrehm Dorf und Langenrehm Siedlung liegt ein Hünengrab, das im 19. Jahrhundert durch von Steinschlägern zerstört wurde.
Die hügelige Landschaft der Ortsumgebung ist von besonderem Reiz für Wanderer, Nordic-Walker, Jogger und Fahrradfahrer; auch Skilangläufer finden Möglichkeiten.
Weiterhin ist der Ort aufgrund des starken Gefälles zwischen Langenrehm und Sieversen sowie des schwächeren, aber längeren Gefälles in südlicher Richtung bis Dibbersen beliebt bei Radfahrern. Die Route der Vattenfall Cyclassics führt daher oft durch Langenrehm.
Geeignet ist die Umgebung auch für Reiter; Pferde können in Reiterhöfen und Stallungen im Ort unterkommen.

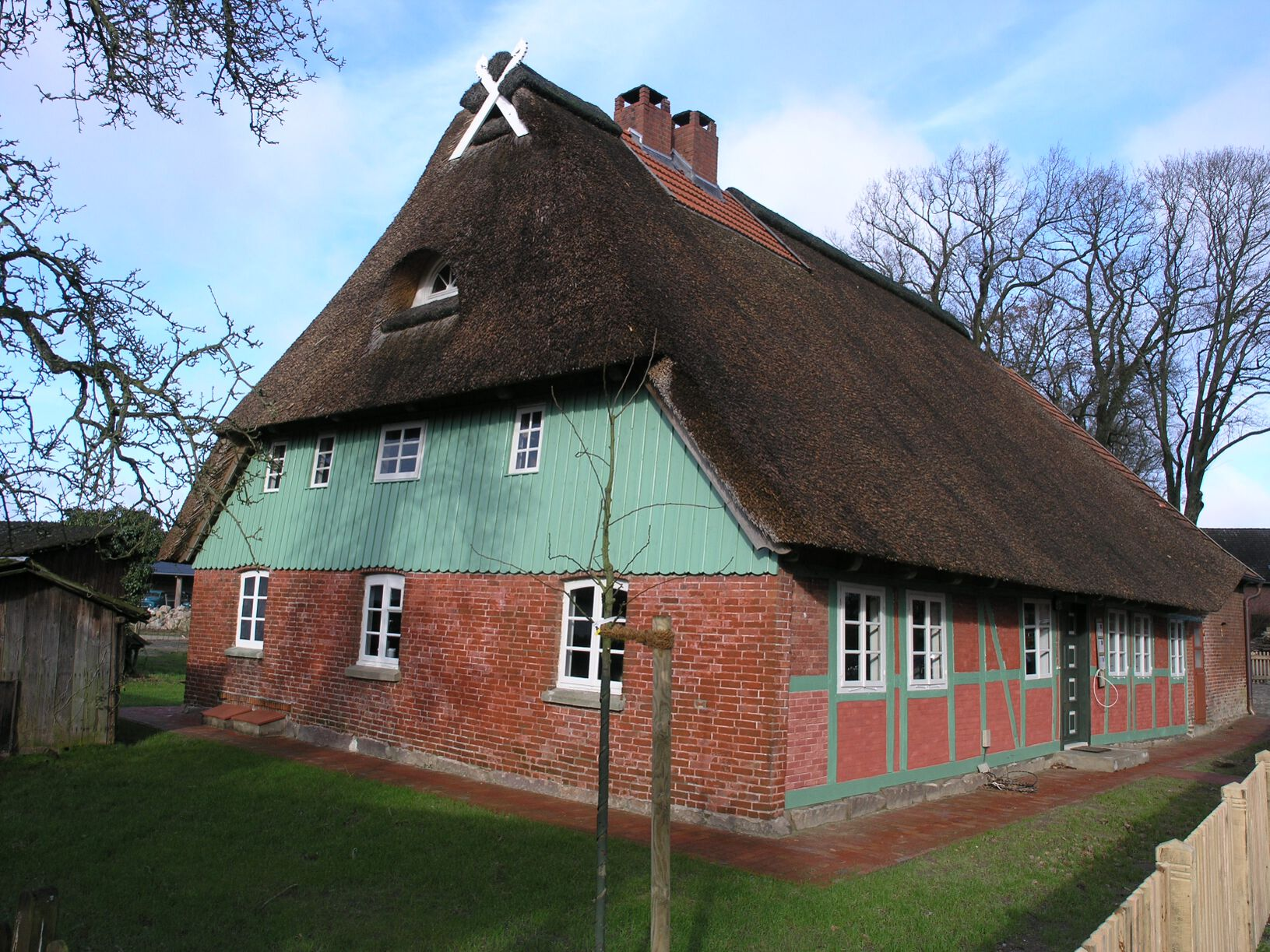
Die Museumsstellmacherei Langenrehm

Breitband-Internet ist erst seit dem Jahr 2006 in Langenrehm verfügbar. Obwohl das Telefon-Ortsnetz an die relativ weit entfernte Vermittlungsstelle der Deutschen Telekom in Tötensen angeschlossen ist, konnten durch die Installation von DSLAMs im Ortsverteiler und deren Anbindung über HYTAS-Outdoor zunächst Datenübertragungsraten mit bis zu 6Mbit/s bereitgestellt werden. Ein Upgrade der DSLAMs auf ADSL2+ im Jahr 2008 ermöglichte Übertragungsraten von bis zu 16Mbit/s in der gesamten Ortschaft. Nach einem erneuten Upgrade der DSLAMs im Jahr 2014 werden via VDSL2 Übertragungsraten von bis zu 25Mbit/s über das Telefonnetz bereitgestellt.
Im Jahr 2006 erfolgte ebenfalls der Ausbau des Kabelfernsehnetzes mit Rückkanal-fähiger Technik durch den Betreiber Kabel Deutschland. Inzwischen werden durch Letzteren Internetverbindungen mit Übertragungsraten von bis zu 100Mbit/s in Langenrehm angeboten.

## Politik
Im Gemeindeteil Emsen / Langenrehm werden ein Ortsbürgermeister, sowie acht weitere Ortsratsmitglieder gewählt.
Derzeitiger Ortsbürgermeister ist Hans-Hermann Böttcher (SPD).
Parteiliche Zusammensetzung des Ortsrates:
- SPD – 5 Sitze
- CDU – 4 Sitze